# Duiquer del Ruwenzori
El duiquer del Ruwenzori (Cephalophus rubidus) és un duiquer robust però petit que només es troba a les muntanyes Ruwenzori entre Uganda i, probablement, la República Democràtica del Congo. Podria ser una subespècie del duiquer de front negre o el duiquer de flancs vermells.
El duiquer de Ruwenzori pesa uns 15 quilograms i té una alçada a l'espatlla d'uns 45 centímetres. Tenen un pelatge vermellós, més clar al ventre i més fosc a l'esquena. Les seves petites banyes mesuren uns 8 centímetres de llargada.
Viuen en zones subalpines per sobre els 3.000 metres, on s'alimenten d'herbes. Són animals diürns.
El seu nom específic, rubidus, significa ‘vermell’ en llatí.